# أزمة أكادير 1911
أزمة أكادير (1911) وتسمى كذلك باسم أزمة المغرب الثانية، هي أزمة عالمية، نتجت عن المنافسة الألمانية لفرنسا في المغرب ووصول زورق المدفعية الألماني بانثر (Panther) إلى سواحل أكادير والتهديد بقصفه إذا لم تنسحب فرنسا من المغرب. وانتهت بحصول ألمانيا على جزء من الكونغو مقابل تخليها عن المغرب لكل من فرنسا وإسبانيا.
في بريطانيا ، ألقى ديفيد لويد جورج ، وزير الخزانة آنذاك ، خطابا دراماتيكيا بعنوان "مانشن هاوس" في 21 يوليو 1911 - بموافقة رئيس الوزراء هربرت أسكويث ووزير الخارجية السيد إدوارد جراي ، متجاوزا الأغلبية غير التدخلية في مجلس الوزراء في المملكة المتحدة- الذي ندد بالخطوة الألمانية باعتبارها إذلالا لا يطاق. . كان هناك حديث عن الحرب وتراجعت ألمانيا. ساءت العلاقات بين برلين ولندن واقترب البريطانيون من فرنسا. شعرت برلين بالإذلال وبدأت تدرك أنها تعمل بدون حلفاء ضد خصوم متعددين.

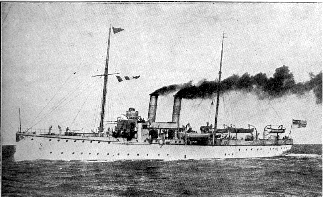
زورق مدفعية «إس.إم.إس بانثر» التي ارسلتها ألمانيا لتهديد فرنسا بقصف مدينة اغادير.

## السياق التاريخي
في بداية القرن العشرين، بدأت فرنسا التي كانت قد استعمرت الجزائر (سنة 1830) تشعر بالقلق حول أمن حدودها مع المغرب، في حين بدأت تطمع في احتلال هذا الأخير. فقد كانت المملكة الشريفة من بين آخر بلدان شمال أفريقيا غير المستعمرة، وكانت محل أطماع العديد من القوى الأوروبية، خاصة منها فرنسا، بالإضافة إلى ألمانيا التي شعرت بتخلفها عن الركب الأوروبي فيما يخص المستعمرات.
في سنة 1904، توصلت حكومتي فرنسا وبريطانيا العظمى إلى اتفاق ودي، وذلك على حساب ألمانيا، حيث تنازلت من خلاله فرنسا على حقوقها في مصر لصالح بريطانيا مقابل آعتراف هذه الأخيرة بحق فرنسا في فرض الحماية على المغرب.
لتذكير فرنسا بحقوق ألمانيا في المغرب، نزل إمبراطور ألمانيا فيلهلم الثاني (غيوم الثاني) بمدينة طنجة شمال المغرب، والتقى بالسلطان مولاي عبد العزيز بن الحسن، وأكد له بالتزام ألمانيا باستقلال المغرب، وندَّد برغبة فرنسا بالانفراد بالمغرب، ودعى إلى تدويل القضية المغربية، الشيء الذي أجج الخلاف بين القوى الأوروپية، وهذه الأزمة هي التي تعرف باسم أزمة المغرب الأولى. ولِتهدئة الخلاف بين الدول المتنافسة، عُقد مؤتمر الجزيرة الخضراء سنة 1906 غير أن هذا المؤتمر جاء بامتيازات جديدة لصالح فرنسا وإسبانيا، وكان بمثابة إيذان لها بالشروع في احتلال المغرب، فقد أعطى لفرنسا وإسبانيا الحق في إنشاء قوة عسكرية تحت إدارتيهما، بالإضافة إلى امتيازات مصرفية، كما أعطى لفرنسا حق انفرادها بالنظام الجمركي بالمغرب.
في ظل هذه الأوضاع المتأزمة، تمكن بوحمارة، إثر ثورته الشهيرة من بسط نفوده على الجهة الشرقية للمغرب، خاصة مدينة وجدة ونواحيها، فطلب السلطان عبد العزيز من فرنسا التدخل العسكري لاحتلال وجدة. استغل ليوطي (المقيم العام لِفرنسا بِالمغرب) حدثاً دون أهمية تذكر (حادثة مقتل الدكتور موشان) كذريعة لاحتلال وجدة والجهة الشرقية سنة 1907، الشيء الذي أدى إلى ثورة القبائل شرق المغرب. وأدت هذه الأحداث إلى عزل عبد العزيز وتعيين أخيه عبد الحفيظ بن الحسن على عرش المغرب.
في مارس 1911، بلغت ثورة القبائل عاصمة المغرب فاس، فطلب السلطان عبد الحفيظ من فرنسا التدخل من جديد لحماية فاس من الثوار في أبريل 1911، فشنت فرنسا حملتها العسكرية على فاس لكسر الحصار (بالفرنسية: colonne moinier)، كما استغلت هذه الذريعة لتسويغ استعمار فاس والرباط. وفي ظل هذه الفوضى العارمة، استغلت إسبانيا بدورها اتفاق 1904 (الاتفاق الودي) لِاحتلال كل من العرائش والقصر الكبير وأصيلة.
ولحماية مصالحها في المغرب، اعتبرت ألمانيا هذه التدخلات خرقاً لفصول معاهدة مؤتمر الجزيرة الخضراء (1906)، وبادرت بإرسال بارجتها الحربية بانثر لسواحل اكادير.

## الأحداث
مدعية الاستجابة لنداء مُقاوِلِين ألمان حيث كانت الجالية الألمانية بتلك المنطقة تقدر بأربع اشخاص فقط، أرسلت ألمانيا بارجتها بانثر لمدينة أكادير (التي كان ميناءها مغلقاً لِلتجارة الخارجية مند 1881)، لِحماية مصالحها، بِتاريخ 1 يونيو 1911. انطلاقاً من منتصف شهر يوليو، تناوبت البارجة بانثر ووالطراد «برلين» على مهمة تهديد المدينة بالقصف.
كانت ألمانيا تسعى إلى إيقاف توسع فرنسا في المغرب وإضعاف الإتفاق الودي (بين فرنسا وإنجلترا لِسنة 1904)، ودهشت أمام ردود الفعل التي أنتجها تدخلها العسكري بمدينة أكادير. وأعلنت بريطانيا مساندتها لِفرنسا فورا بعد اندلاع هذه الأزمة، مهددة بذلك ألمانيا. أما حكومة فرنسا فقد أبانت عن موقف صارم تجاه هذا الحدث، ولم تستبعد إمكانية إعلانها الحرب على ألمانيا فكانت الحرب بين ألمانيا وفرنسا على وشك الإندلاع.
أدركت حكومة جوزيف كايو (رئيس فرنسا آنداك)، مدى خطورة اندلاع الحرب بين فرنسا وألمانيا، ففضلت التفاوض. مثل فرنسا خلال هذه المفاوضات، جُولْ كَامْبُونْ (Jules Cambon)، سفير فرنسا ببرلين. أما ألمانيا فقد مثلها كِينْدِرْلِينْ (Kinderlen)، وزير خارجية ألمانيا آنذاك. وبعد مفاوضات صارمة، تخلت ألمانيا عن وُجـودها بِالمغرب، شريطة أن تتخلـى فرنسا بدورها عن 000 272 كم² من مستعمراتها بأفريقيا الإستوائية بِالغابون وبِالكوغنو المتوسطة، وبأُوبـانڭي شاري، مناطق كانت ستُسَـمَّى بِالكـاميـرونْ الألمانية. تم توقيع إتفاق ألماني فرنسي بتاريخ 4 نونبر 1911 تاركا لفرنسا حرية الإنفراد بالمغرب. أما بارجات ألمانيا فغادرت نهائياً خليج ميناء اكادير بتاريخ 28 نونبر 1911.

## العواقب
كانت إحدى نتائج الأزمة أن الفرنسيين نظروا إلى السياسة الألمانية على أنها مدفوعة بالخداع: لاحظ ريموند بوانكاريه ، رئيس الوزراء الذي خلف كايو في أوائل عام 1912 ، أنه "كلما اعتمدنا نهجا تصالحي تجاه ألمانيا.. لقد أساءت استخدامه. من ناحية أخرى ، في كل مناسبة أظهرنا فيها الحزم ، استسلمت "، مستخلصة أن برلين لن تفهم سوى رد فعل قوي. يصف كيسنجر المخاطرة في هذه الأزمة المستخدمة لاسترضاء الصحفيين ذوي الميول القومية والجمهور الغاضب بينما يتجاهل المصالح الحقيقية على المحك في أماكن أخرى بأنها "رعونة استراتيجية".
جادل المؤرخ الأمريكي ريموند جيمس سونتاغ في عام 1933 بأنها كانت كوميديا من الأخطاء التي أصبحت مقدمة مأساوية للحرب العالمية الأولى:
تبدو الأزمة هزلية - أصلها الغامض ، والأسئلة المطروحة ، وسلوك الممثلين - كانت هزلية بالفعل. لكن النتائج كانت مأساوية. ازدادت التوترات بين فرنسا وألمانيا وبين ألمانيا وإنجلترا. تلقى سباق التسلح زخما جديدا. انتشرت القناعة بأن الحرب المبكرة كانت حتمية عبر الطبقة الحاكمة في أوروبا.
مع استسلام عبد الحفيظ وتوقيعه على معاهدة فاس (30 مارس 1912) ، أنشأت فرنسا محمية كاملة على المغرب، منهية ما تبقى من الاستقلال الرسمي لذلك البلد. عزز الدعم البريطاني لفرنسا خلال الأزمة الوفاق بين البلدين (ومع روسيا أيضا)، مما زاد من القطيعة الأنجلو-ألمانية، وعمق الانقسامات التي بلغت ذروتها في الحرب العالمية الأولى.
دفع هذا الحادث وزير الداخلية البريطاني ونستون تشرشل إلى استنتاج أن البحرية الملكية يجب أن تحول مصدر قوتها من الفحم إلى النفط ، للحفاظ على تفوقها. حتى ذلك الحين ، كان الفحم الوفير محليا مفضلا على النفط المستورد (معظمه من بلاد فارس) ، لكن السرعة والكفاءة التي يوفرها النفط أقنعته بأن "الإتقان نفسه كان جائزة المشروع". بعد ذلك ، طلب رئيس الوزراء هربرت أسكويث من تشرشل أن يصبح اللورد الأول للأميرالية ، وهو ما قبله .
دفعت الأزمة بريطانيا وفرنسا إلى إبرام اتفاقية بحرية سرية وعدت بموجبها البحرية الملكية بحماية الساحل الشمالي لفرنسا من هجوم البحرية الإمبراطورية الألمانية ، بينما ركزت فرنسا أسطولها في غرب البحر الأبيض المتوسط ووافقت على الدفاع عن المصالح البريطانية هناك. وهكذا تمكنت فرنسا من حماية اتصالاتها مع مستعمراتها في شمال إفريقيا ، وبريطانيا لتركيز المزيد من القوة في المياه المحلية لمعارضة أسطول أعالي البحار الألماني. شكلت بريطانيا أيضا لجنة تنفيذية للسكك الحديدية من أجل التعبئة السريعة في حالة نشوب حرب قارية.
استلهم المؤرخ العالمي الألماني أوسفالد شبينغلر من هذه الحلقة لكتابة كتابه "تدهور الحضارة الغربية". "أزمة أغادير عام 1911 ، التي أثارت فجأة شبح حرب أوروبية عامة وكشفت بشكل لافت للنظر عن خطر تطويق ألمانيا من قبل الوفاق ، بلورت رؤية شبنغلر الوليدة للتحول السياسي الدولي المستقبلي للغرب". "
خلال الحرب العالمية الأولى ، في عام 1916 ، عاد نيوكاميرون إلى فرنسا. يشكل الإقليم اليوم جزءا من تشاد وجمهورية إفريقيا الوسطى وجمهورية الكونغو والغابون.. تأسست الحماية الفرنسية على المغرب عام 1912 ، واستمرت حتى عام 1956.